# Attus mendicus
Attus mendicus är en spindelart som beskrevs av Pickard-Cambridge O. 1876. Attus mendicus ingår i släktet Attus och familjen hoppspindlar. Inga underarter finns listade.